# الملقاء
الملقاء، هي قرية من فئة (أ) تقع في محافظة المذنب، والتابعة لمنطقة القصيم في السعودية. وتبعد الملقاء عن محافظة بريدة بمسافة تقارب (140) كم.